# Epitonium kraussi
Epitonium kraussi is een slakkensoort uit de familie van de Epitoniidae. De wetenschappelijke naam van de soort is voor het eerst geldig gepubliceerd in 1871 door Nyst.